# Alenka Pirman
Alenka Pirman. sodobna konceptualna umetnica, * 1964, Ljubljana
Živi in dela v Ljubljani.

## Študij
Na Filozofski fakulteti Univerze v Ljubljani je študirala umetnostno zgodovino in italijanščino. Študij je nadaljevala na Akademiji za likovno umetnost v Ljubljani, kjer je leta 1989 diplomirala na smeri slikarstvo pri prof. Emeriku Bernardu. Leta 1993 je bila z ArtsLink štipendijo v ZDA, kjer se je posvetila študiju kulturnega menedžmenta v Arts Clearinghouse, Atlanta.
Na ISH v Ljubljani je od 1996 do 1998 je študirala antropologijo vsakdanjega življenja. Na Filozofski fakulteti Univerze v Ljubljani je leta 2022 doktorirala iz heritologije.

## Delo
Enako je aktivna kot umetnica in kot graditeljica podporne infrastrukture za umetniško delovanje. Je natančna opazovalka. Njeni umetniški projekti so luciden in humoren komentar družbe v kateri živi. Zavestno pa se odreka osebnim zgodbam.
Za večji del njenih projektov bi lahko rekli, da težijo k nematerialnosti. Za končanimi projekti ostanejo namizne zastavice, drobne knjižice, papirni trakovi slovenskega metra, časopisni izrezki, avtoričini zapisi in ostala papirna dokumentacija. Za višek materialnosti lahko smatramo zlate zobotrebce Ideal.

### Poodročja dela
- bila je aktivna udeleženka zasedbe Metelkove
- novinarka, glavna urednica revije Likovne besede, 1989-1991, urednica revije M'zin, 1991-1992
- umetniška vodja Galerije Škuc v Ljubljani in uredila njen arhiv, 1991-1996
- zasnovala (skupaj z Lilijano Stepančič) je prvi tečaj za kustose sodobne umetnosti Svet umetnosti, 1996
- mentorica tečaja za kustose sodobne umetnosti Svet umetnosti, 1996-1998
- prostovoljna raziskovalka Ištituta za domače raziskave, 1996-1997
- pomočnica direktorice SCCA - Ljubljana, 1997-1999
- podpredsednica sveta direktorjev Mednarodne mreže za sodobno umetnost ICAN, 1998-1999
- natakarica in praktična sodelavka, Klub Gromka, Metelkova mesto, Ljubljana, 2000-2003
- zasnovala in urejala Artservis, spletni informator (mednarodni razpisi, zakonodaja,...) za umetnike, 2001- 2004
- voznica rumenega taksija, 2003 in 2008/2009
- redno je prisotna na vseh pregledih sodobne slovenske umetnosti, ki jih pripravljata Moderna galerija in MSUM v Ljubljani.
- sourednica portalov Culture.si (od leta 2009) in Kulturnik.si (od 2013), društvo Ljudmila, Ljubljana

### Umetniški projekti
- Njen prvi odmevni umetniški projekt je bil potujoči SK8 (Skate) muzej, serija samostojnih razstav (po Sloveniji), 1991–93, 1996
- Arcticae Horulae: v okviru SCCA-Ljubljana projekta Urbanaria je v čitalnici Narodne in univerzitetne knjižnice razstavila namizne zastavice z izvezenimi popačenkami, Ljubljana, 1995 in v okviru Inštituta za domače raziskave izdala slovar nemških izposojenk v slovenskem jeziku, Ljubljana, 1996, 1991-2005
- soustanovila RIGUSRS – Raziskovalni inštitut za geoumetniško statistiko RS, 1997 z Vukom Ćosićem in Ireno Woelle so izvedli projekt Slovenski mediteranski meter (knjižica, plastificiran meter, etalon iz medenine)
- Ustanovila je svoj IDR- institut za domače raziskave in ga samoukinila, 1996-1998
- Iščemo Slovenca z najmočnejšimi pljuči, IDR, Slovenija, 1997
- Luciano Pavarotti: Visoki C za Evropo, IDR, Slovenija, 1997
- Ali lahko premagate življenjske stiske?, IDR, 1997
- Deveta Koromandija (več izoliranih del), 2001-2009
- Ideal, 100 zlatih zobotrebcev, Celje, 2001
- Poslednja beseda (Deveta Koromandija), 2007-2014
- Leta 2004 je s kiparjem Damijanom Kracino in um. zgodovinarjem Janijem Pirnatom soustanovila Društvo za domače raziskave. V njegovem okviru pripravljajo različne umetniške projekte na temo domačih pojavov. Eden od njihovih ciljev  je približati sodobno umetnost širši publiki.
- Primer. Umetnost in kriminaliteta, metodološka razstava v sodelovanju z Muzejem Slovenske policije v Mali galeriji, Ljubljana, 2005
- Maslo na glavi skupaj z Damijanom Kracino in Janijem Pirnatom (DDR), 2011
- V liftu (zbirka dialogov, strip narisal Tibor Bolha), Ljubljana 1999-2014